# Превод
Преводът представлява комуникиране на значението на даден текст или реч от един език, наречен изходен, на друг, наречен целеви.
Преводачът трябва да се придържа максимално близко както към смисъла, така и към формата на оригиналния текст или реч (доколкото е възможно да дава съответствен вид на синтаксиса, граматиката, идиомите, интонацията и т.н.). Думи, изрази и значение се предават, пренасят от единия език на другия. Преводите се правят предимно от хора, но напоследък съществува тенденция към автоматизиране и компютъризиране на превода, така наречения машинен превод.
Човекът, който извършва превод на устна реч или писмен текст от един език на друг се нарича преводач. Професионалният преводач превежда от майчин на чужд или обратното, но никога от един чужд на друг чужд език. Преводачът може да превежда още от жестов език на устен и обратното, както и от един жестов език на друг.

## Видове преводи

### Устен и писмен превод
Преводът условно може да се раздели на устен и писмен, като устният от своя страна се дели на консекутивен (с други думи последователен, при който говорещият и превеждащият се редуват) и симултанен (едновременен, или синхронен, при който говорещият не прави паузи за превеждащия, а двамата говорят едновременно, като преводът следва с извество отместване във времето, наречено „отстъп“). Симултанният превод се използва, когато са налице специални технически средства, позволяващи на слушателите да слушат само единия говорещ — например при международни форуми чрез слушалки с избор на език за слушане, или при радио или телевизионно предаване чрез усилване на превода на текста, предназначен за публиката и заглушаване на оригинала, или при съдебни процедури.

#### Превод на майчиния език
Приема се, че майчиният език се познава най-добре, затова професионалният превод обикновено означава превод от чужд език на майчиния. В практиката обаче един преводач най-често превежда двупосочно — от майчиния език към чуждия и обратно. В някои отделни случаи на билингвизъм или мултилингвизъм преводачът може да познава повече от един език еднакво, почти на нивото на майчиния език, но се приема, че първият език, този на който е проговорил и езикът, който се ползва в семейството, е най-добре познат. Билингвизъм и мултилингвизъм може да има, ако родителите говорят на различни езици, например заради мястото на живеене. Много доброто познаване на езика може да се постигне и при живеене в страна, където този език се говори. Обикновено езиците, които преводачът говори, се подреждат като: майчин (език А), първи чужд (език В, на който се превежда), втори чужд (език С, от който се превежда).

### Машинен превод
Това е дисциплина от компютърната лингвистика, която се занимава с автоматично превеждане на писмен текст от един естествен език на друг с помощта на компютърен софтуер. В най-простия си вариант представлява обикновено заместване на думи от един език с думи от друг, а по-сложните методи за превод включват отразяване на типологичните разлики между езиците, разпознаване на фрази, превеждане на идиоми и изолиране на аномалии.
Качеството на резултата може да се подобри и чрез човешка намеса. Например, някои системи са в състояние да превеждат по-точно, ако потребителят е определил еднозначно кои думи в текста представляват имена. С помощта на подобни техники машинният превод се оказва полезно помощно средство за хората – преводачи и в някои случаи дори може да даде резултат, използваем без допълнително редактиране. Съвременните системи обаче все още не са в състояние да конкурират хората – преводачи по качество на превода, особено при текстове в художествен стил или разговор.

## Теория и история на превода
Дискусии за теорията и практиката на превода датират от древността и показват забележителна приемственост. Древните гърци правят разлика между метафраза (буквален превод) и перифраза. Това разграничение е прието и от английския поет и преводач Джон Драйдън (1631-1700 г.), който описва превода като разумното смесване на тези два вида фрази при избора на еквиваленти от целевия език за изрази, използвани в изходния език. Тази обща формулировка на основната концепция на превод — еквивалентност — е подходяща толкова, колкото и всяка друга, предложена след нея, тъй като Цицерон и Хораций още в 1 век пр.н.е. в Рим, предупреждават срещу превода „дума по дума“ (verbum про verbo).
Въпреки отделни теоретични разнообразия, реалната практика на превода не се е променила от древността. С изключение на някои екстремни метафрази в раннохристиянската епоха и Средновековието, и адаптери в различни периоди, преводачите като цяло показват разумна гъвкавост в търсенето на еквиваленти — буквален превод, където е възможно, описателен когато е необходимо. Като цяло, преводачите се опитват да запазят контекста чрез преосмисляне на граматическата структура. Конкретният синтаксис (структура на изречението) на изходния език на текста се коригират на синтактичните изискванията на целевия език. Когато целевият език е лишен от термини, които се намират в изходния език, преводачите заемат тези термини, като по този начин обогатяват целевия език.
Ролята на преводача като мост за „пренасяне“ на стойности между културите е обсъждан поне още от Теренций, пимски поет и адаптатор на гръцките комедии от 2 век пр.н.е. Ролята на преводача обаче по никакъв начин не е пасивна, механична, а е сравнявана с този на творец.

## Технически аспекти

### Оценка на обема
Оценяването на обема на превода може да стане според времето, необходимо за превода, или според обема на превеждания текст. В първия случай като измервателна единица на извършената преводаческа услуга служи астрономическият час. Този вид оценка се използва при устни преводи, но относително рядко за писмени, обикновено се прилага когато се превеждат допълнения или промени във вече съществуващ текст, т.е. когато е трудно да се определи обемът на превеждания и преведения текстови материал.
Обемът и цената може да се установят на основание дума, ред, стандартна страница (съдържаща определен брой символи, така наречените печатни знаци). Пресмятането може да се осъществи на база както на входящия текст, така и на целевия. Тъй като в много случаи входящият текст е само на хартиен носител, а продуктът на труда на преводача е готовият превод, на практика се пресмята обемът на вече готовия преведен текст.
В отделните държави исторически са се наложили различни единици за измерване обема на писмения превод. В някои страни е прието стойността на превода да се базира на дума, без да се отчита броят букви в нея (САЩ, Франция, Швеция и други), в други — на базата на блок от хиляда думи (Великобритания и Ирландия), в трети — за един ред, като стандартният ред съдържа 55 символа (Германия).
В България, Русия и някои други страни обикновено за основа се взима стандартната (условната) страница.

### Проблеми и грешки при превод
Грешките при превод биват два вида: такива, които се дължат на преумора или отвличане на внимание на преводача (правописни грешки, пропуск в устния превод), и такива, които произтичат от незнание на езика. Докато първите имат когнитивно обяснение, вторите най-често произтичат от незнание на лексикалния състав, семантичните отношения, морфологията и (по-рядко) синтаксиса. Тези грешки могат да бъдат просто неточности, непълно предаване (в рамките на цялостното значение), но могат да бъдат и фрапиращи.

## Международна федерация на преводачите
Международната федерация на преводачите (Federation internationale des traducteurs — FIT) е основана през 1953 г. в Париж от Пиер Франсоа Кайе и обединява преводачи от повече от 50 страни. Тя е професионална, неполитическа, непреследваща комерсиални интереси международна организация. Има за цел да обедини преводаческите организации на отделните страни, събиране и предоставяне на членовете на организацията на полезна информации, укрепване на връзките между националните организации, защита на моралните и материални права на преводачите по света, затвърдяване на превода като професия и изкуство и установяване на статута на преводача в обществото.
Висш орган на Международната федерация на преводачите е световният конгрес, който се събира всеки три години. Избраният на конгреса Съвет формира Бюро за ръководство на дейността. Главната квартира се намира в Париж.

## Преводи на български

### Преводи на Библията
Библейските книги са написани на еврейски, арамейски и гръцки език. Най-старите преводи от древността са: Септуагинта или Превод на Седемдесетте, готският и Вулгата. Най-старият превод на част от Библията на старобългарски език е този на братята Кирил и Методий от 9 век.
Оригиналните текстове, наречени автографи на отделните библейски книги са изгубени, те са били написани на нетраен материал (пергамент, хартия), а от времето на написването им са изминали хилядолетия. До нас са достигнали само по-късни преписи (апографи) - основно на гръцки език и по-малък брой на еврейски. До средата на 20 век изданията на еврейската библия са правени въз основа на препис от 11 век, след което са намерени по-ранни преписи.
Първото издание на български език на Библията е от 1871 година.

### Съюз на преводачите в България
Съюзът на преводачите в България е национална неправителствена професионална организация, която обединява професионалните преводачи в страната. Неин председател е професор Емилия Стайчева. Учреден е през 1974 г.